# 圍攻納賽爾醫院
在以色列—哈馬斯戰爭期間，位於加沙地帶汗尤尼斯的納賽爾醫院在2024年1月和2月遭受多次攻擊，包括持續圍困和軍事突襲。以色列軍隊的包圍行動導致醫院內食品和藥物供應緊張，特別是麻醉劑和止痛藥。有報導稱，有以色列狙擊兵針對醫院周圍的民眾。儘管國際社會多次呼籲以色列軍方保持克制，以色列國防軍仍在2024年2月13日命令醫院內的避難者撤離。兩天後，即2月15日，以色列士兵對醫院發起突襲。到2024年3月，納賽爾醫院已無法繼續運作。

## 背景
在以色列—哈馬斯的戰爭中，納賽爾醫院在圍攻開始之前就已經遭遇數次襲擊。2023年12月17日，以軍射擊該醫院的產科病房，造成一名女孩死亡並有三人受傷。這名女孩是13歲的截肢者多尼亞·阿布·穆赫森，她曾經倖存於一次以色列空襲，那次空襲將她的全家滅門。2023年12月下旬，世界衛生組織代表理查德·皮珀科恩表示，隨著以色列軍隊在醫院附近的行動，約有4000名避難者的安全受到威脅。NBC新聞從2023年12月開始關注一位在醫院工作的醫生，記錄他對病患的照護。到了2024年1月底，醫院中只剩下五名醫生堅守崗位，其他同事不是逃離就是被殺害。醫院的一位醫生向記者透露，由於病患眾多，醫護人員不堪重負，他表示：「我們無法對病患進行常規檢查，甚至無法在病床間自由行動。」
根據以色列國防軍首席發言人丹尼爾·哈加里海軍少將的說法，突襲該設施的決定是基於對在該地區被捕或投降的武裝分子以及獲釋人質的審訊。據報導指，從審訊得出的信息讓以色列國防軍相信以色列人質曾被關押在該設施中。一名被釋放的人質阿洛尼·庫尼奧在1月中旬接受CNN採訪時提出指控稱，她和她的孩子以及數十名其他人質被關押在醫院。然而，CNN無法獨立核實這一點，而哈馬斯迅速否認這一說法。2月14日，以色列國防軍聲稱納賽爾醫院被用來關押以色列人質。

## 圍攻
2024年伊始，以色列軍隊深入加沙南部地區，導致醫院附近的轟炸行動日益激烈。這引發外界擔心醫院可能不得不停止運作。有醫生透露，醫院四周被坦克、推土機、四軸飛行器和狙擊手圍困。1月26日，加沙衛生部宣佈，由於以色列的封鎖，納賽爾醫院已經沒有食物、麻醉藥和止痛藥，他們表示：「納賽爾醫療中心有150名醫護人員和350名病患，還有數百個流離失所的家庭，他們正處於極度飢餓、遭受攻擊和缺乏醫療的悲慘狀況。」1月27日，半島電視台的記者哈尼·馬哈茂德表示，納賽爾醫院的人們正在經歷「與希法醫院和印度尼西亞醫院這些大型醫療設施受到攻擊時相同的情形。」自1月下旬起，由於缺乏資源，納賽爾醫院無法將病患轉移到其他醫院，有些醫生甚至通過WhatsApp向專家求助，以獲取必要的醫療信息。
2月7日，一名40歲女子在醫院外遭以色列狙擊手擊斃。2月8日，一名正在手術室內工作的醫生遭槍擊受傷。同一天，一次無人機攻擊造成一人喪生，多人受傷。救護人員因狙擊手的威脅而無法離開醫院。2月9日，醫院外的狙擊手對任何移動的物體進行射擊。在試圖抵達醫院的過程中，共有21人遭到殺害。一段在網上廣為流傳的影片記錄一名醫生在醫院大門外，不顧自身安危救助一名被狙擊手擊傷的青年。2月10日，無國界醫生發表聲明，指以色列軍隊在醫院內對人群開火。以色列的坦克和大炮擊中醫院的上層建築。2月11日，一名男子在醫院範圍內被狙擊手射殺。2月12日，醫院內有七人遭狙擊手擊斃。
2024年3月24日，以色列部隊再度圍困醫院。巴勒斯坦紅新月會報告指其「極其猛烈的炮擊」。有目擊者描述一次如同地毯式轟炸，並表示醫院周邊的土地「如同地震般顫抖」。3月26日，加沙衛生部報告醫院附近的「激烈襲擊」，似乎是「為攻堅做準備」。3月27日，在以色列國防軍對醫院進行突襲時，有數人遭到殺害或受傷，一些醫護人員和尋求庇護的平民被捕。以色列國防軍於4月7日撤離醫院。

## 疏散
2月13日，以色列國防軍要求醫院內的尋求庇護者疏散。同一天，狙擊手在醫院內射殺三名民眾。有報告指出「在撤離過程中，有人遭到射擊，導致死傷。」一名醫院的藥劑師向BBC阿拉伯語描述疏散過程，她聲稱，當她離開醫院並抵達檢查點時，整個設施立刻被軍犬圍攻，並且有許多人在檢查點被捕。一位在場的外科醫生表示，至少有八名試圖撤離的人在那天遭到槍擊，其中一名16歲少年在醫院大門被射擊至少四次，導致重傷。
由於醫院的發電機沒有燃料，污水淹沒醫院的部分區域。聯合國人道主義事務協調廳（UNOCHA）報告稱，由於以色列狙擊手的威脅，有的遺體在醫院外已放置數日。2月14日，以色列士兵繼續向該設施開火。有平民表示，很多在2月14日嘗試離開的人遭到射擊，被迫返回醫院，他們本被告知以色列國防軍會提供安全通道，但當他們試圖離開時，卻被以色列國防軍用推土機和坦克攔截並扣留四小時。加沙衛生部報告稱，有273位病患無法移動，另有327位陪同者留在醫院內。一名在該醫療設施工作的醫生向英國的同事透露，醫院內的所有人在試圖疏散尋求庇護者時，都處於恐懼和焦慮之中。他指出，許多平民遭到以色列狙擊手的射擊，大部分事件發生在醫院內。
《The Intercept》報導指，以色列軍人強迫一名手腕被拉鍊綁住的巴勒斯坦青年向其他尋求庇護者發出撤離醫院的警告，隨後在他傳達信息後將其槍殺。以色列國防軍安裝人面識別攝像機，對撤離醫院的人員進行掃描。他們還摧毀醫院北邊的出口大門，並用沙子和碎石堵住。無國界醫生組織表示，這次疏散讓尋求庇護者面臨一個選擇：留下可能成為攻擊目標，或是逃入一個毀滅性的環境中。以色列國防軍命令所有人必須在2月15日上午7點前撤離醫院，而在此期間，醫院內仍有狙擊手和坦克進行射擊。以色列國防軍的一名發言人聲稱，醫院人員並無疏散的必要，並表示軍方與醫院工作人員一直保持著溝通。

## 襲擊
2024年2月15日，以色列軍人闖入醫院。他們從南側進入，據加沙衛生部發言人透露，他們摧毀帳篷並夷平一處集體墓地。以方表示，他們檢查約400具屍體，尋找被挾持的以色列人。一名襲擊生還者描述：「他們摧毀了我們周圍的牆壁和醫生的辦公室。他們命令我們離開，對我們開槍，並從上方向我們投擲炸彈和火箭。」從突襲中拍攝的影片證實，以色列坦克進入醫院範圍。以色列部隊襲擊產科病房，摧毀兩輛救護車；一名無國界醫生的成員失蹤，半島電視台報導，平民在醫院內外試圖逃離時遭到襲擊。當尋求庇護者和病人通過以色列檢查站撤離醫院後，他們被以色列的四軸飛行器射擊並造成傷害。報導稱發生大量逮捕事件，並且攻擊型無人機被用來追蹤和對兒童開火。半島電視台英語頻道的報導中，目擊者表示，「以色列軍隊將人們從醫療設施內帶走，他們被蒙上眼睛，雙手綁在背後，然後被四軸飛行器或狙擊手槍殺。」
報導稱，以色列國防軍士兵迫使所有能行動的男性病患及其陪伴者撤至改建為軍營的產科大樓。加沙衛生部表示，共有95名醫護人員、191名病患和165名無家可歸者被困在同一棟建築中。
無國界醫生緊急呼籲停止突襲行動，指出軍事行動造成「混亂局面，導致不確定數量的人員死傷」。突襲後，以色列國防軍表示，沒有證據顯示納賽爾醫院有人質被扣留此後，以色列國防軍發言人單位聲稱在現場發現包括手榴彈在內的武器，以及印有以色列人質名字的藥品盒，以及哈馬斯成員在2023年哈馬斯襲擊以色列中使用的車輛和在大屠殺中被盜的以色列車輛。儘管以色列國防軍聲稱發現武器，並公佈一張所謂武器的低解析度照片，但如CNN的新聞機構未能獨立驗證該照片的拍攝時間和地點。以色列國防軍稱，那些據報導冒充醫護人員的「哈馬斯成員」已被逮捕。以色列國防軍在2月20日聲稱，其行動「即將完成」。
2月22日，據報導指，以軍一度撤出但仍圍繞醫院執行警戒任務後，士兵再次進入醫院。加沙衛生部報告稱，許多醫護人員仍然被拘留。2月23日的目擊者表示，以色列軍隊持續包圍醫院，並不斷對其進行炮擊。以色列國防軍宣稱其行動已於2月25日結束，並從醫院部分撤軍。然而，隔天仍有報導指出，以色列狙擊手在醫院附近「對任何移動的物體開火」。2月28日，醫院的一棟建築在遭到以色列炮擊後起火。聯合國兒童基金會在2024年3月19日聲明，醫院已無法運作，內部無人。

## 影響

### 對患者的影響
由於以色列對醫院的封鎖造成氧氣短缺，五名重病患者身亡。在突襲行動之後，醫護人員、病人以及尋找庇護者被困在產科病房，並在「嚴酷和不人道」的條件下接受審訊。2月16日，世界衛生組織的救援隊被阻止進入醫院，無法提供基本生活物資，包括食物和水。世衛組織表示：「我們正試圖取得進入許可，因為納賽爾醫療中心內的人們急需援助。」醫院負責人表示：「我們不得不將所有病患和傷者轉移到醫院的舊建築中……整個醫療中心的電力已經被切斷……我們無法做什麼，無力為醫院內的病患提供任何醫療幫助。」
2月16日，加沙衛生部聲稱整個納賽爾醫院缺乏電力、水、食物和供暖。該部門還表示，醫院「大量」員工已被逮捕。以色列國防軍表示他們已逮捕100人。2月18日，在被拒絕進入醫院兩天後，世界衛生組織協助撤離了14名病人，其中兩名需要持續的供氧。同一天，有報導稱醫院「完全停止運作」，而以色列否認了這一說法，聲稱醫院已經收到包括發電機、食物、水和燃料在內的人道主義援助。衛生部聲稱有25名醫院工作人員和136名病人無法獲得電力、水、食物或氧氣。另外18名病人在2月19日被撤離。
2月20日，無國界醫生表示他們與納賽爾醫院的醫療隊失去聯繫，並呼籲立即撤離醫院內剩餘的130名病人。世界衛生組織隨後撤離32名病情嚴重的病人。聯合國人道事務協調廳引用衛生部的信息報告，有70名醫療人員被拘留。2月21日，納賽爾醫院的醫生們形容當前狀況為「難以忍受」，醫院缺少氧氣、水和必要的醫療物資，放射科甚至被原污水淹沒。巴勒斯坦紅新月會又撤離21名病人。2月22日，醫院工作人員表示，由於缺少氧氣，共有13名病人死亡並已被埋葬。巴勒斯坦紅新月會在2月23日再次撤離了18名病人。到2月27日，加沙衛生部宣佈納賽爾醫院已完全停止運作，所有呼吸機停止工作，水源切斷，污水四溢。
以色列國防軍否認有意損壞醫院運作系統的指控，聲稱停電是由發電機故障引起，而所有重要系統由於有備用電源而保持運作。以色列國防軍還表示，在攻擊後，他們為醫院提供替代發電機、嬰兒食品、水和柴油。然而，世界衛生組織總幹事譚德塞的說法與以色列國防軍的聲明相矛盾，他表示：「醫院仍然嚴重缺乏食物、基本醫療用品和氧氣。也沒有自來水和電力。」

### 虐待醫院員工的指控
醫院員工們通過「巴勒斯坦醫療工作者觀察」、「加沙醫療之聲」和「巴勒斯坦健康工作者4」等組織發表聲明，對以色列國防軍可能綁架一名一直在社交媒體上報導圍困和突襲情況的外科醫生表示擔憂，該醫生已經有數天沒有消息。
CNN報導醫生被迫脫至內衣的情況，並引述目擊者的話：「如果不提供食物和水，我們將無法生存。」2024年3月12日，BBC發佈一份報導，報導中醫院的醫護人員聲稱他們遭到以色列國防軍的羞辱和虐待，包括被潑冷水，並被迫長時間跪在不舒適的姿勢中。報告還包括了以色列軍隊拘留數名被迫脫下醫療服至內衣並在醫院外跪著的男子之影片片段。

### 集體墓地
4月下旬，隨著以色列軍隊在4月初撤出，加沙的民防人員從醫院院區的集體墓地中發掘出近300具屍體。半島電視台英語頻道報導稱，這些遺體包括老年婦女、兒童和年輕男子。聯合國人權事務高級專員辦事處的發言人指出，「其中一些遺體的手被綁住，這顯然是對國際人權法和國際人道法的嚴重違反。」
針對2024年4月有關大規模墓地的報導，以色列國防軍聲稱任何「指控以色列國防軍埋葬巴勒斯坦人屍體的說法都是沒有根據的。」以色列國防軍向CNN表示，在「納賽爾醫院地區的行動中，為了尋找人質和失蹤者，檢查巴勒斯坦人在該地區埋葬的屍體。」他們還稱，「經過檢查的屍體，如果不是以色列人質，就被送回原地。」

## 調查
在圍攻結束後的數日，BBC新聞獨立驗證至少21宗在納賽爾醫院範圍內錄製的槍擊或受槍擊影響的畫面，並確認院內有三人被射擊。記者詢問以色列國防軍時，他們聲稱在進入院區之前該地區已發生激烈戰鬥，並對確認的「恐怖分子」進行了精確射擊。

## 反應
在以色列進行突襲前，世界衛生組織曾強調：「我們不能失去這家醫院……這家醫院極其重要。」突襲發生後，加沙媒體辦公室將此行為定性為「明目張膽的戰爭罪行」，並聲明：「我們認為以色列佔領者、國際社會以及美國應對此負上全責。」無國界醫生秘書長克里斯托弗·洛克伊爾形容納賽爾醫院的狀況為「極度混亂和災難性的」。世衛組織在2月16日表示：「有報告指出許多病患被迫轉移到另一棟建築，這一情況令人深感憂慮。」
詹姆斯·史密斯，一位曾在加沙服務的英國醫生，評論道：「這完全是對武裝衝突行為守則的漠視。我們收到報告，病人在他們的病床上被殺害，炮火直接對著醫院開火，病人因為電力中斷而喪生。」加拿大醫生和人道主義者塔雷克·盧巴尼說：「醫院裡的病人、醫生、員工和尋求庇護的人……正處於極大的被捕、受折磨和被殺害的風險之中。」一名撤離醫院的醫生發問：「我要問世界各國領導人……當這種真實的種族滅絕就發生在你們眼前時，你們什麼也不做，只是保持沉默？」
2月21日，聯合國人道事務協調廳的一位高級官員表示：「走廊裡滿是屍體。病人處於絕望的狀態。這裡已經成為了死亡之地，而不再是治愈之所。這是一場本可以避免的悲劇，不應該發生。」

## 另見
- 圍攻希法醫院
- 以色列—哈馬斯戰爭期間對衛生設施的攻擊
- 圍攻卡邁勒阿德萬醫院
- 以色列—哈馬斯戰爭中被殺的醫護人員
- 以色列—哈馬斯戰爭期間加沙地帶醫療系統崩潰時間表